# Лаура д’Эсте
Мари́я Ла́ура д’Э́сте (итал. Maria Laura d’Este; 27 марта 1594, Феррара, Феррарское герцогство — ноябрь 1630, Мирандола, Мирандольское герцогство) — принцесса из дома Эсте, дочь Чезаре д’Эсте, герцога Модены и Реджо. Супруга Алессандро I Пико; в замужестве — герцогиня Мирандолы и маркграфиня Конкордии.

## Биография

### Ранний брак
Родилась в Ферраре 27 марта 1594 года, в семье Чезаре д’Эсте, герцога Модены и Реджо и Вирджинии Медичи. По отцовской линии приходилась внучкой Альфонсо д’Эсте, маркграфу Монтеккьо и Джулии делла Ровере. По материнской линии была внучкой Козимо I Медичи, великого герцога Тосканы и его морганатической супруги Камиллы Мартелли. Лаура, родилась вместе с братом-близнецом Луиджи, будущим пятым маркграфом Монтеккьо.
В 1603 году, согласно другим источникам 1607 году, 29 ноября 1603 года или 25 февраля 1604 года во время карнавала в Модене Лаура д’Эсте сочеталась браком с Алессандро I Пико (1566 — 2.12.1637), в то время князем Мирандолы и графом Конкордии. В их браке родились восемь дочерей:
- Фульвия (15.09.1607 — 1679), в январе 1626 года в Генуе сочеталась браком с Альберико II Чибо-Маласпина (23.07.1607 — 2.02.1690), герцогом Массы и князем Каррары;
- Джулия (12.06.1611 — 15.10.1647), 15 ноября 1626 года сочеталась браком с Франческо Марией Чези, герцогом Чери и Сальче;
- Мария (5.03.1613 — 7.12.1682);
- Катерина (род. и ум. 1614);
- ещё четыре дочери, неизвестные по имени, вероятно, умершие в младенческом возрасте[6].

### Одержимость
Лаура, как и её мать, страдала психическим расстройством, сопровождавшимся эпилептическими припадками, и находилась под постоянным наблюдением придворных врачей, которые лечили её ледяными ваннами, слабительными средствами и кровопусканием с использованием пиявок. Ухудшение состояния княгини вскоре после брака, по мнению медиков, было спровоцировано тем, что на момент заключения супружеского союза она не достигла половой зрелости. Первая менструация была у неё спустя восемь месяцев после свадьбы, и герцог смог консуммировать брак. После рождения первой дочери Фульвии, 15 сентября 1607 года, психическое здоровье Лауры значительно ухудшилось. Супругу пришлось удалить её со двора и держать в изоляции на загородных виллах в Кварантоли или Мотта-ди-Чивидале. После рождения второй дочери Джулии в 1611 году эпилептические припадки приобрели такую частоту, что врачи констатировали невозможность вылечить Лауру с помощью средств, доступных медицине. В 1612 году в болезни княгини обвинили демонов. Она была объявлена одержимой, после чего ко двору в Мирандоле были приглашены многочисленные экзорцисты и церковные прелаты.
Тем временем Алессандро I Пико легитимировал своего внебрачного сына Галеотто, родившегося в 1603 году в Ферраре от любовницы Элеоноры Синьи. Кроме того, заплатив сумму в сто тысяч флоринов, в 1619 году он получил императорский указ, разрешающий его незаконнорождённому сыну правопреемство и присвоивший самому князю титул герцога Мирандолы и маркграфа Конкордии. Вслед за ним, его супруга получила титулы герцогини и маркграфини.
После нескольких лет «лечения» Лауры, которое проходило под руководством духовника герцогской четы дона Аурелио Аррегони, экзорциста дона Джулио Чезаре Тирелли и испанского монаха с репутацией чудотворца, босого кармелита Доминика Иисуса Марии, герцогиня сбежала к родственникам в Модену. Экзорцисты обвинили в её болезненном состоянии женщину по имени Лючия Полтроньери, которая считалась ведьмой, и просили начать её поиски с целью дальнейшего сожжения на костре. Ведьму не отыскали. Однако Лауре стало лучше, так, что в 1621 году она сопровождала внучку в Испанское королевство.
Вскоре после возвращения из поездки у герцогини случился рецидив. В 1624 году ко двору в Мирандолу прибыл другой экзорцист, отшельник-камальдул по имени Павел. По его настоянию Лауре перестали сообщать новости, которые могли бы её расстроить, и состояние герцогини значительно улучшилось. Экзорцисты и придворные использовали болезнь Лауры в целях личного влияния на герцогскую чету. В конкурентной борьбе они не брезговали обращаться за средствами в лагерь своих противников. Так, камульдул Павел обвинил герцогского мажордома Лелио Маньяни в том, что тот собирался освободить из-под ареста кремонской инквизиции некоего Ипполито Скальетту из Кавеццо, чтобы прибегнуть к его услугам для восстановления либидо у герцога по отношению к супруге. На эти обвинения мажордом ответил, что причиной снижения герцогского либидо были постоянные ритуалы, которые монахи проводили над его супругой. В январе 1625 года Лаура, наконец, смогла прибыть ко двору в Мирандоле. Их отношения с Алессандро I восстановились. Своё время герцогиня делила между заботами о дочерях и благотворительностью.

### Смерть
В возрасте сорока лет Лаура умерла от чумы, так и не родив герцогу Мирандолы наследника мужского пола. 14 ноября 1630 года она была похоронена в церкви Святого Франциска в Мирандоле. Позднее рядом с ней погребли её супруга, который умер 2 декабря 1637 года, не дождавшись завершения строительства церкви иезуитов в Мирандоле.